# Комароловка венесуельська
Комароловка венесуельська (Polioptila facilis) — вид горобцеподібних птахів родини комароловкових (Polioptilidae). До 2019 року вважався підвидом комароловки каєнської (Polioptila guianensis), але був виділений в окремий вид на основі відмінностей в морфології і вокалізації.

## Поширення
Вид поширений на північному заході Бразилії в басейні річки Ріу-Неґру. Живе під пологом дощових лісів.